# Йела Льовенфелд
Хелена (Йелена, Йела) Льовенфелд (на немски: Yela Löwenfeld, по баща Хершкович) е германска и американска психоаналитичка и педиатърка.

## Биография
Родена е през 1902 година в Йена, Германия, в семейството на Матвей Хершкович, емигрант от Русия. Тя учи в Йена, Мюнхен, Хайделберг, а завършва в Берлин през 1929 г. След това продължава образованието си със специализация по педиатрия.
Работи в болницата „Шарите“ в Берлин. Омъжва се за своя колега Хайнрих Льовенфелд (1900 – 1985), който е главен лекар на болницата от 1929 г. Година по-късно им се ражда син Андреас Франк. Йела и Хайнрих започват да се обучават по психоанализа в Берлинския психоаналитичен институт, където Йела влиза в кръга на Ото Фенихел.
През 1933 г. нацистите идват на власт и Йела Льовенфелд емигрира към Франция и Швейцария, после се установява в Чехословакия. Там става член на Пражката психоаналитична асоциация и започва обучителна анализа с Ани Райх, която после довършва в Ню Йорк.
През емигрира с мъжа си и сина им Рафаел към САЩ май 1938 г. и се установяват в Ню Йорк, където работят с мъжа си като лекари. През 1942 г. става член на Нюйоркското психоаналитично общество. Докато е там, специализира в детска анализа и започва работа с деца, като същевременно работи в болницата „Маунт Синай“.
Умира през 1988 година в Ню Йорк на 86-годишна възраст.